# GLAAD Media Awards 2002
La 13ª edizione dei GLAAD Media Awards si è tenuta nel 2002. Le cerimonie di premiazione hanno avuto luogo al Marriot Marquis di New York il 1º aprile al Kodak Theatre di Los Angeles il 13 aprile, e al Westin St. Francis di San Francisco il 1º giugno.

## New York
Excellence in Media Award
- Glenn Close

Vito Russo Award
- Nathan Lane

Miglior film della piccola distribuzione
- Hedwig - La diva con qualcosa in più
- Big Eden
- Krámpack
- Punks
- Songcatcher

Miglior serie Daytime drammatica
- La valle dei pini

Miglior film per la televisione
- Questa è la mia famiglia
- Further Tales of the City
- Come all'inferno
- Anatomy of a Hate Crime
- Stranger Inside

## Los Angeles
Vanguard Award
- Shirley MacLaine

Stephen F. Kolzak Award
- Alan Ball

Barbara Gittings Award
- The Advocate

Miglior film della grande distribuzione
- The Mexican - Amore senza la sicura

Miglior serie commedia
- Will & Grace
- Sex and the City
- Some of My Best Friends
- The Ellen Show

Miglior serie drammatica
- Six Feet Under
- Buffy l'ammazzavampiri
- E.R. - Medici in prima linea
- Queer as Folk
- The Education of Max Bickford

Miglior episodio serie TV
- "Saliendo", Resurrection Blvd
- "Gay Divorcee", In tribunale con Lynn
- "Between The Wanting And The Getting", Giudice Amy
- "Fobia", Law & Order - I due volti della giustizia
- "The Men From The Boys", The Guardian

## San Francisco
Golden Gate Award
- Brooke Shields

Davidson/Valentini Award
- Sandra Bernhard

Pioneer Award
- KQED-TV

Miglior documentario
- Scout's Honor
- American High
- 5 girls
- Keep the River on Your Right: A Modern Cannibal Tale
- Paragraph 175

Miglior album
- Poses, Rufus Wainwright